# Jęczmień dwurzędowy
Jęczmień dwurzędowy (Hordeum distichon L.) – gatunek rośliny z rodziny wiechlinowatych. Pospolicie uprawiany w Europie, Azji, w Afryce Północnej, w północnej części USA, w Argentynie. W Polsce gatunek częsty w uprawie.

## Morfologia

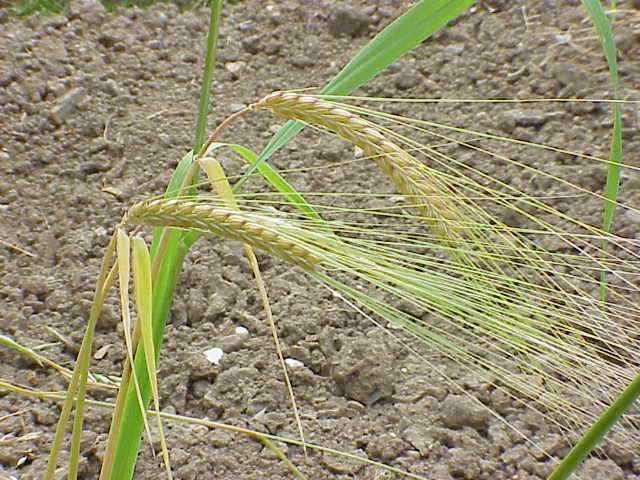
Jęczmień dwurzędowy

Roślina jednoroczna dorastająca do wysokości 1 metra. Kłos dwurzędowy, o długości 7–15 cm. Kłoski boczne są męskie, lub bezpłciowe i zazwyczaj zmarniałe i bezostne, płodny jest tylko kłosek środkowy. Jego ość ma długość do 15 cm. Osadka kłosa nie kruszy się, podczas dojrzewania odpadają z niej kłoski. Plewy o tej samej długości co plewki dolne, lub nieco krótsze. W Polsce kwitnie w czerwcu i lipcu.

## Zastosowanie
- Roślina uprawna, w Azji uprawiana od bardzo dawna. Ziarna odkryto np. w paleolitycznej osadzie w miejscowości Netiw ha-Gedud w Izraelu, pochodzącej z lat 9970–9400 p.n.e. Za czasów biblijnych w Palestynie uprawiano dwa gatunki jęczmienia: dwurzędowy i zwyczajny[5].

- W Europie Środkowej i Zachodniej obecnie jęczmień dwurzędowy uprawiany jest głównie do wyrobu słodu w produkcji piwa. Ziarno przerabiane jest również na kaszę, a także na paszę[6].

## Udział w kulturze
W Biblii słowo jęczmień wymienione jest ponad 30 razy, a razem z pszenicą 13 razy. Był wówczas ważnym źródłem pokarmu. Z Apokalipsy św. Jana (6,6) znamy nawet jego cenę: „kwarta pszenicy za denara i trzy kwarty jęczmienia za denara”. W Izraelu rolnicy mieli obowiązek przynoszenia dojrzałego snopa jęczmienia w drugim dniu po święcie Paschy. W tych rejonach, gdzie jęczmień dojrzewa później, wymagało to od rolnika specjalnych wysiłków: musiał pod uprawę jęczmienia wybrać pole żyzne i dobrze nasłonecznione, zaś tam, gdzie dojrzewa wcześniej musiał chronić go przed osypywaniem się ziarna. Zbiór jęczmienia był tak ważny, że dokonywano go nawet w szabat, mimo że w dniu tym obowiązywał zakaz wykonywania jakiejkolwiek pracy. Zbioru dokonywano przed nocą i rankiem niesiono do świątyni. Przed ofiarowaniem jęczmienia nie wolno było spożywać ziarna pochodzącego z tegorocznych zbiorów.